# Super Sanremo 2005
Super Sanremo 2005 è un album compilation pubblicato il 4 marzo 2005 dall'etichetta discografica Sony BMG.
Si tratta di uno dei due album contenente brani partecipanti al Festival di Sanremo 2005.
Nel dettaglio, tre brani hanno fatto parte della categoria Uomini, due Donne, due Gruppi, un Classic e quattro Giovani.
Nell'album era utilizzato il sistema di protezione Copy Control.
Sanremo 2005 è stato l'ultimo festival ad aver pubblicato la sua raccolta anche in formato Musicassetta.

## Tracce
1. Gigi D'Alessio - L'amore che non c'è
2. Alexia - Da grande
3. Max De Angelis - Sono qui per questo
4. Matia Bazar - Grido d'amore
5. Sabrina Guida - Vorrei
6. Lola Ponce - Sleep
7. Paolo Meneguzzi - Non capiva che l'amavo
8. Le Vibrazioni - Ovunque andrò
9. Umberto Tozzi - Le parole
10. Equ - L'idea
11. Franco Califano - Non escludo il ritorno
12. La Differenza - Che farò
13. Paola & Chiara - A modo mio
14. Michael Bublé - Sway